# 사랑하고 있어요
"사랑하고 있어요"는 1969년 공개된 대한민국의 영화이다.

## 배역
- 남진
- 윤정희
- 안신아
- 황해
- 김순철
- 어윤길
- 박시명
- 이예성
- 최성관
- 박예숙
- 백송
- 임예심
- 김승남
- 허찬
- 홍성중
- 김기주
- 최광호